# Pseudohermonassa ononensis
Pseudohermonassa ononensis là một loài bướm đêm trong họ Noctuidae.